# 渠北镇
渠北镇，原为渠北乡，是中华人民共和国四川省达州市渠县下辖的一个乡镇级行政单位。2018年撤乡设镇。区划代码改为511725131。2019年12月，撤销板桥镇，将原板桥镇狮岭村、白马村和青龙镇山坪村、寿桥村、烟灯村以及李馥镇红寺村、高寺村、真武村所属行政区域划归渠北镇管辖。

## 行政区划
渠北镇下辖以下地区：
跃进村、黄山村、铁垭村、牌坊村、双桥村、前峰村、庆丰村、流江村和云峰村。